# Saquarema
Saquarema es un municipio brasileño situado en el estado de Río de Janeiro. Tiene una población estimada, en 2021, de 91 938 habitantes.
Está localizado en el área geográfica denominada Región de los Lagos. Se ubica a 98 kilómetros al este de la capital. Se caracteriza por sus playas turísticas: Vila, Prainha, Itaúna, Barrinha, Boqueirão, Barra Nova, Jaconé, Vilatur, Massambaba, entre otras, con condiciones favorables para la práctica del surf. Una de las más famosas es la playa de Itaúna.